# Municipio de Wanda
El municipio de Wanda (en inglés: Wanda Township) es un municipio ubicado en el condado de Adams en el estado estadounidense de Nebraska. En el año 2010 tenía una población de 152 habitantes y una densidad poblacional de 1,63 personas por km².

## Geografía
El municipio de Wanda se encuentra ubicado en las coordenadas 40°34′4″N 98°40′2″O / 40.56778, -98.66722. Según la Oficina del Censo de los Estados Unidos, el municipio tiene una superficie total de 93.36 km², de la cual 93,36 km² corresponden a tierra firme y (0 %) 0 km² es agua.

## Demografía
Según el censo de 2010, había 152 personas residiendo en el municipio de Wanda. La densidad de población era de 1,63 hab./km². De los 152 habitantes, el municipio de Wanda estaba compuesto por el 97,37 % blancos, el 2,63 % eran asiáticos. Del total de la población el 1,97 % eran hispanos o latinos de cualquier raza.